# Шаньєра Акрам
Шаньєра Томпсон, у шлюбі Акрам (урду شنیرا اکرم  ; нар. 1983 р.) — австралійська соціальна працівниця, яка живе в Пакистані.

## Життєпис
Шаньєра Томпсон народилася 20 березня 1983 року. Родом вона з передмістя Мельбурна в Брайтоні, описує себе як «типову австралійську дівчину», яка жила звичайним життям і працювала консультанткою зі зв’язків з громадськістю. Першу освіту здобула в приватній жіночій школі. Виховувалася з трьома сестрами в сім'ї з хорошими зв'язками, яка вважала друзями сім'ї Сема Ньюмана і Шейна Ворна.
У 2011 році в Мельбурні на вечері з друзями познайомилася з гравцем у крикет Васімом Акрамом, маючи дуже незначний інтерес до крикету.  Попри різницю кудьтур і поколінь, вони дружили. Акрам, який переживав смерть першої дружини Гуми від поліорганної недостатності у 2009 році і відчував труднощі, особливо у вихованні двох своїх синів, запропонував їй шлюб. 12 серпня 2013 року Томпсон одружилася з Акрамом на звичайній церемонії нікаху в його рідному місті Лахор.
Вони переїхали до Карачі, де живуть неподалік від пляжу Кліфтона. 27 грудня 2014 року народила дочку Айлу. Вона забирає і відвозить доньку до школи, а також веде її на заняття танцями та дзюдо. Також вона є мачухою двох синів Васима від його попереднього шлюбу: Тахмура (1996 р.н.) та Акбара (2001 р.н.), визнає їх важливою частиною свого життя і підтримує їх.
Шаньєра згадує, що перехід до її нового життя в Пакистані та адаптація до культури спочатку були складними, але вона сприйняла місцевих позитивними та гостинними. Ще до шлюбу вона прийняла іслам, навчилася звикати до різних звичаїв і традицій, а також удосконалювала свій урду. Вона часто з'являлася у відео YouTube з британсько-пакистанським телевізійним діячем Джорджем Фултоном, де вони досліджують пакистанську культуру через призму двох жителів Заходу, які живуть у Карачі, у гумористичній формі. На питання про те, в чому полягає її лояльність, коли Австралія зустрічається з Пакистаном у крикеті, вона прокоментувала, що, хоча вона «народилася і виросла австралійкою» і любить свою країну, Пакистан відігравав велику роль у тому, ким вона є сьогодні, і що в тривалій перспективі вона є «всю дорогу з Пакистаном».

## Кар'єра
Шаньєра почала свою кар'єру в моді у віці 21 року і володіла бутиком одягу. Пізніше вона перейшла на зв’язки з громадськістю та заходи в якості консультантки. Вона працювала на великих австралійських фестивалях моди, міжнародних подіях, відкриттях магазинів брендів одягу, ресторанах та запуску продуктів.
У 2020 році Шаньєра Акрам стала акторкою і є частиною акторського складу майбутнього пакистанського фільму «Гарантія повернення грошей», який, як очікується, вийде влітку 2020 року на каналі Eid-ul Fitr.

### Соціальна робота
Шаньєра Акрам бере активну участь у The Akram Foundation, займаючись різними видами соціальної роботи, громадською роботою, благодійними проєктами та благодійними справами. Вона користується популярним публічним іміджем, часто з'являється на телебаченні, друкованих ЗМІ та залишається під увагою папараці, що призвело до того, що її називають «національною Бхабхі» та «австралійською принцесою» Пакистану. Шаньєра Акрам здобула велику авдиторію у соцмережах. Її робота включала підтримку жертв теракту в Лахоре 2016 року, збори благодійності для лікарень, сприяння здоров’ю та фітнесу, підвищення екологічної обізнаності, просвіту про безпеку дорожнього руху, переробку та доступ до чистої питної води. Вона працює послом Фонду Фреда Голлоуза в Пакистані, який надає безкоштовне лікування для людей з вадами зору.
У 2019 році Акрам розмістила у Твіттері фотографії, на яких Кліфтон-Біч показано в занедбаному стані: брудна від сміття вода, а на узбережжі є такі предмети, як пластикові пакети, флакони з кров’ю та шприци. Після того, як Шаньєра Акрам привернула увагу до проблеми, її фото стали вірусними і протягом місяця пляж було швидко прибрано.

## Зовнішні посилання
- Шаньєра Акрам у соцмережі «Твіттер»